# Michel Blavet
Michel Blavet (13. marts 1700 i Besançon – 28. oktober 1768 i Paris) var en fransk fløjtevirtuos og komponist.

## Biografi
Selv om Blavet lærte sig at spille rigtig mange instrumenter, specialiserede han sig på fløjte (som han holdt til venstre, dvs. modsat af hvad dagens fløjtenister gør) og fagot. Allerede i en ung alder blev han regnet som Frankrigs bedste fløjtenist. Han var berømt både for at have en perfekt intonation selv når han spillede i vanskelige tonearter og for kvaliteten på tonen.
Som 23-årig fik han stilling som førstefløjtenist ved operaen i Paris. I 1732 blev han musikalsk leder hos greven af Clermont, en stilling han havde til sin død i 1768. Desuden blev han i 1738 medlem af det kongelige kapel i Versailles, og i 1740 trådte han ind i operaorkesteret i Paris.
Han var højt agtet af komponister som Johann Joachim Quantz og Georg Philipp Telemann og blev tilbudt en højtagtet stilling hos Frederik den Store af Preussen. Blavet afslog tilbuddet og Quanz tog jobbet efter, at løntilbuddet var blevet betragteligt højnet.

## Værker
Blavet skrev mest for tværfløjte.
- seks sonater for to fløjter uden bas op. 1 (1728)
- tolv sonater for fløjte og continuo op. 2 (1732)
- tredje sonatebog (1740)
- Koncert i a-mol for fløjte og strygere (uden bratsch) (1745, genopdaget i 1954)
- fire operaer, hvoraf bevaret: Le Jaloux Corrigé (1752). Med den var Blavet den første komponist af en fransk komisk opera;
- ikke bevaret er Blavets i sin samtid berømte kvartetter for fløjte, violin, viola da gamba og continuo.

Et udvalg af Blavets sonater blev nyudgivet i England allerede i 1908. Flere af Blavets kompositioner er også udgivet for blokfløjte.